# Gary O'Donovan
Gary O'Donovan (Skibbereen, 30 de diciembre de 1992) es un deportista irlandés que compitió en remo. Su hermano Paul compitió en el mismo deporte.
Participó en los Juegos Olímpicos de Río de Janeiro 2016, obteniendo una medalla de plata en la prueba de doble scull ligero.
Ganó una medalla de oro en el Campeonato Mundial de Remo de 2018 y tres medallas en el Campeonato Europeo de Remo entre los años 2016 y 2018.

## Palmarés internacional
| Juegos Olímpicos   | Juegos Olímpicos         | Juegos Olímpicos | Juegos Olímpicos   |
| Año                | Lugar                    | Medalla          | Prueba             |
| ------------------ | ------------------------ | ---------------- | ------------------ |
| 2016               | Río de Janeiro (Brasil)  | Medalla de plata | Doble scull ligero |
| Campeonato Mundial |                          |                  |                    |
| Año                | Lugar                    | Medalla          | Prueba             |
| 2018               | Plovdiv (Bulgaria)       | Medalla de oro   | Doble scull ligero |
| Campeonato Europeo |                          |                  |                    |
| Año                | Lugar                    | Medalla          | Prueba             |
| 2016               | Brandeburgo (Alemania)   | Medalla de oro   | Doble scull ligero |
| 2017               | Račice (República Checa) | Medalla de plata | Doble scull ligero |
| 2018               | Glasgow (Reino Unido)    | Medalla de plata | Doble scull ligero |